# Nick Young
Pour les articles homonymes, voir Young.
Nick Darren Young, né le 1er juin 1985 à Los Angeles, en Californie, est un joueur américain de basket-ball. Il mesure 1,96 m, et évolue aux postes d'arrière et d'ailier.

## Carrière en lycée
Nick Young joue trois saisons dans l'équipe universitaire de Trojans (université de Californie du Sud) avant de se présenter à la draft 2007 de la NBA.

## Carrière en NBA

### Wizards de Washington (2007-mars 2012)
Il est sélectionné en seizième position par les Wizards de Washington.

### Clippers de Los Angeles (mars 2012-2012)
Le 15 mars 2012, il est envoyé aux Clippers de Los Angeles, à l'issue d'un échange à trois équipes qui envoie JaVale McGee et Ronny Turiaf aux Nuggets de Denver et Nenê et Brian Cook aux Wizards de Washington.

### 76ers de Philadelphie (2012-2013)
Le 6 juillet 2012, il est alors free-agent, agent libre, et décide de s'engager avec les 76ers de Philadelphie.

### Lakers de Los Angeles (2013-2017)
Il signe chez les Lakers de Los Angeles en 2013. Il finit la saison 2013-2014 avec une moyenne de 17,9 points et 2,6 rebonds par match.
Le 11 juillet 2014, Il signe un contrat de quatre ans pour 21,5 millions de dollars.

### Warriors de Golden State (2017-2018)
Le 5 juillet 2017, il rejoint les Warriors de Golden State pour un an et 5,2 millions de dollars. Il remporte avec eux son premier titre NBA.

### Nuggets de Denver (2018-2019)
Le 10 décembre 2018, il s'engage jusqu'à la fin de la saison avec les Nuggets de Denver.
Il est coupé par les Nuggets de Denver le 30 décembre 2018.

## Vie privée
Nick Young est le fils de Charles et Mae Young. Il est le cousin du rappeur Kendrick Lamar et aussi de Baby Keem.
En 2006, Nick Young se met en couple avec Carol Rodríguez - avec qui il s'est fiancé en 2012. Cependant, ils se sont séparés au bout de trois mois de fiançailles, lorsqu'il a eu un fils, prénommé Nick Young Junior (né le 20 mars 2012) avec Keonna Green.
En octobre 2013, il devient le compagnon de la rappeuse et mannequin australienne, Iggy Azalea. En 2014, ils posent ensemble pour la couverture du magazine GQ, afin d'officialiser leur couple,,. Par la suite, ils emménagent ensemble à Tarzana, un quartier de Los Angeles, en novembre 2014. Le 1er juin 2015, le couple se fiance à l'occasion du 30e anniversaire du basketteur,. En mars 2016, le basketteur D'Angelo Russell dévoile une vidéo sur le net où Nick Young avoue avoir trompé Iggy Azalea avec une jeune femme de 19 ans. Malgré cet énorme scandale médiatique, Iggy déclare qu'elle a pardonné les infidélités de son fiancé, et qu'ils envisagent toujours de se marier. Cependant, le 20 juin 2016, Iggy annonce leur séparation sur Instagram,.
Début juillet 2016, l'ex-petite amie du basketteur et maman de son fils, Keonna Green, confirme qu'elle est enceinte de 22 semaines de leur deuxième enfant, une petite fille. Peu de temps après cette annonce, Nick Young affirme que malgré la deuxième grossesse de son ex-petite amie, il n'est pas en couple avec cette dernière et est célibataire.

## Mème de Nick Young confus
En octobre 2014, une image issue de sa vidéo de vie quotidienne montre Nick Young avec un regard perplexe, cette capture d'écran est dérivée en mème Internet et devient très populaire sur les réseaux,. Certaines personnes reconnaissent plus Nick Young en tant que mème plutôt qu'en tant que basketteur.

## Statistiques
Légende :
| Champion NBA |

gras = ses meilleures performances

### Universitaires
| Saison    | Équipe | Matchs | Titul. | Min./m | % Tir | % 3pts | % LF | Rbds/m. | Pass/m. | Int/m. | Ctr/m. | Pts/m. |
| --------- | ------ | ------ | ------ | ------ | ----- | ------ | ---- | ------- | ------- | ------ | ------ | ------ |
| 2004-2005 | USC    | 29     | 24     | 25,7   | 44,1  | 31,5   | 64,4 | 4,14    | 1,31    | 0,76   | 0,31   | 11,07  |
| 2005-2006 | USC    | 30     | 30     | 33,9   | 46,7  | 33,3   | 80,1 | 6,63    | 1,63    | 1,03   | 0,23   | 17,27  |
| 2006-2007 | USC    | 37     | 36     | 33,1   | 52,4  | 44,0   | 78,6 | 4,62    | 1,35    | 0,73   | 0,27   | 17,43  |
| Total     |        | 96     | 90     | 31,1   | 48,3  | 36,8   | 76,4 | 5,10    | 1,43    | 0,83   | 0,27   | 15,46  |

### Professionnelles

#### Saison régulière
| Saison     | Équipe        | Matchs | Titul. | Min./m | % Tir | % 3pts | % LF | Rbds/m. | Pass/m. | Int/m. | Ctr/m. | Pts/m. |
| ---------- | ------------- | ------ | ------ | ------ | ----- | ------ | ---- | ------- | ------- | ------ | ------ | ------ |
| 2007–2008  | Washington    | 75     | 2      | 15,4   | 43,9  | 40,0   | 81,5 | 1,53    | 0,84    | 0,47   | 0,09   | 7,48   |
| 2008–2009  | Washington    | 82     | 5      | 22,4   | 44,4  | 34,1   | 85,0 | 1,83    | 1,16    | 0,48   | 0,24   | 10,88  |
| 2009–2010  | Washington    | 74     | 23     | 19,2   | 41,8  | 40,6   | 80,0 | 1,38    | 0,65    | 0,39   | 0,11   | 8,64   |
| 2010–2011  | Washington    | 64     | 40     | 31,8   | 44,1  | 38,7   | 81,6 | 2,72    | 1,17    | 0,70   | 0,27   | 17,42  |
| 2011–2012* | Washington    | 40     | 32     | 30,3   | 40,6  | 37,1   | 86,2 | 2,42    | 1,15    | 0,75   | 0,28   | 16,62  |
| 2011–2012* | L.A. Clippers | 22     | 3      | 23,6   | 39,4  | 35,3   | 82,1 | 1,64    | 0,45    | 0,64   | 0,27   | 9,73   |
| 2012–2013  | Philadelphie  | 59     | 17     | 23,9   | 41,3  | 35,7   | 82,0 | 2,20    | 1,42    | 0,61   | 0,24   | 10,64  |
| 2013–2014  | L.A. Lakers   | 64     | 9      | 28,3   | 43,5  | 38,6   | 82,5 | 2,59    | 1,48    | 0,72   | 0,19   | 17,88  |
| 2014–2015  | L.A. Lakers   | 42     | 0      | 23,8   | 36,6  | 36,9   | 89,2 | 2,29    | 0,98    | 0,55   | 0,26   | 13,40  |
| 2015–2016  | L.A. Lakers   | 54     | 2      | 19,1   | 33,9  | 32,5   | 82,9 | 1,80    | 0,63    | 0,43   | 0,13   | 7,26   |
| 2016–2017  | L.A. Lakers   | 60     | 60     | 25,9   | 43,0  | 40,4   | 85,6 | 2,30    | 0,97    | 0,62   | 0,23   | 13,18  |
| 2017–2018  | Golden State  | 80     | 8      | 17,4   | 41,2  | 37,7   | 86,2 | 1,56    | 0,45    | 0,49   | 0,09   | 7,26   |
| 2018–2019  | Denver        | 4      | 0      | 9,3    | 33,3  | 37,5   | 0,0  | 0,25    | 0,50    | 0,00   | 0,25   | 2,25   |
| Total      |               | 720    | 201    | 22,8   | 41,8  | 37,6   | 83,6 | 1,98    | 0,95    | 0,55   | 0,19   | 11,38  |

* Saison réduite de 82 à 66 matchs.
Données mises à jour le 11 avril 2019.

#### Playoffs
| Saison | Équipe        | Matchs | Titul. | Min./m | % Tir | % 3pts | % LF | Rbds/m. | Pass/m. | Int/m. | Ctr/m. | Pts/m. |
| ------ | ------------- | ------ | ------ | ------ | ----- | ------ | ---- | ------- | ------- | ------ | ------ | ------ |
| 2008   | Washington    | 4      | 0      | 4,3    | 11,1  | 0,0    | 75,0 | 0,50    | 0,25    | 0,50   | 0,00   | 1,25   |
| 2011   | L.A. Clippers | 11     | 0      | 18,2   | 43,3  | 51,5   | 88,9 | 1,09    | 0,27    | 0,27   | 0,36   | 8,27   |
| 2018   | Golden State  | 20     | 2      | 10,3   | 30,2  | 29,8   | 75,0 | 0,60    | 0,20    | 0,05   | 0,00   | 2,60   |
| Total  |               | 35     | 2      | 12,1   | 35,7  | 37,8   | 83,3 | 0,74    | 0,23    | 0,17   | 0,11   | 4,23   |

Mise à jour le 11 juin 2019.

## Records personnels sur une rencontre de NBA
Les records personnels de Nick Young, officiellement recensés par la NBA sont les suivants :
| Type statistique           | Saison régulière | Saison régulière            | Saison régulière | Playoffs | Playoffs               | Playoffs      |
| Type statistique           | Record           | Adversaire                  | Date             | Record   | Adversaire             | Date          |
| -------------------------- | ---------------- | --------------------------- | ---------------- | -------- | ---------------------- | ------------- |
| Points                     | 43               | Kings de Sacramento         | 11 janvier 2011  | 19       | @ Grizzlies de Memphis | 29 avril 2012 |
| Paniers marqués            | 15               | Trail Blazers de Portland   | 1er avril 2014   | 6        | @ Grizzlies de Memphis | 29 avril 2012 |
| Paniers tentés             | 33               | @ Thunder d'Oklahoma City   | 28 janvier 2011  | 10       | Spurs de San Antonio   | 19 mai 2012   |
| Paniers à 3 points réussis | 8                | @ Cavaliers de Cleveland    | 17 décembre 2016 | 3        | 3 fois                 |               |
| Paniers à 3 points tentés  | 13               | Trail Blazers de Portland   | 1er avril 2014   | 5        | Spurs de San Antonio   | 19 mai 2012   |
| Lancers francs réussis     | 13               | @ Timberwolves du Minnesota | 4 février 2014   | 5        | @ Grizzlies de Memphis | 13 mai 2012   |
| Lancers francs tentés      | 14               | @ Timberwolves du Minnesota | 4 février 2014   | 6        | @ Grizzlies de Memphis | 13 mai 2012   |
| Rebonds offensifs          | 4                | Lakers de Los Angeles       | 16 décembre 2012 | 1        | 2 fois                 |               |
| Rebonds défensifs          | 7                | 2 fois                      |                  | 2        | 4 fois                 |               |
| Rebonds totaux             | 9                | Pacers de l'Indiana         | 29 décembre 2010 | 2        | 5 fois                 |               |
| Passes décisives           | 6                | 2 fois                      |                  | 1        | 4 fois                 |               |
| Interceptions              | 4                | 3 fois                      |                  | 2        | Grizzlies de Memphis   | 11 mai 2012   |
| Contres                    | 2                | 12 fois                     |                  | 1        | 4 fois                 |               |
| Balles perdues             | 6                | Sixers de Philadelphie      | 29 décembre 2013 | 2        | @ Grizzlies de Memphis | 13 mai 2012   |
| Minutes jouées             | 52               | @ Thunder d'Oklahoma City   | 28 janvier 2011  | 24       | 2 fois                 |               |

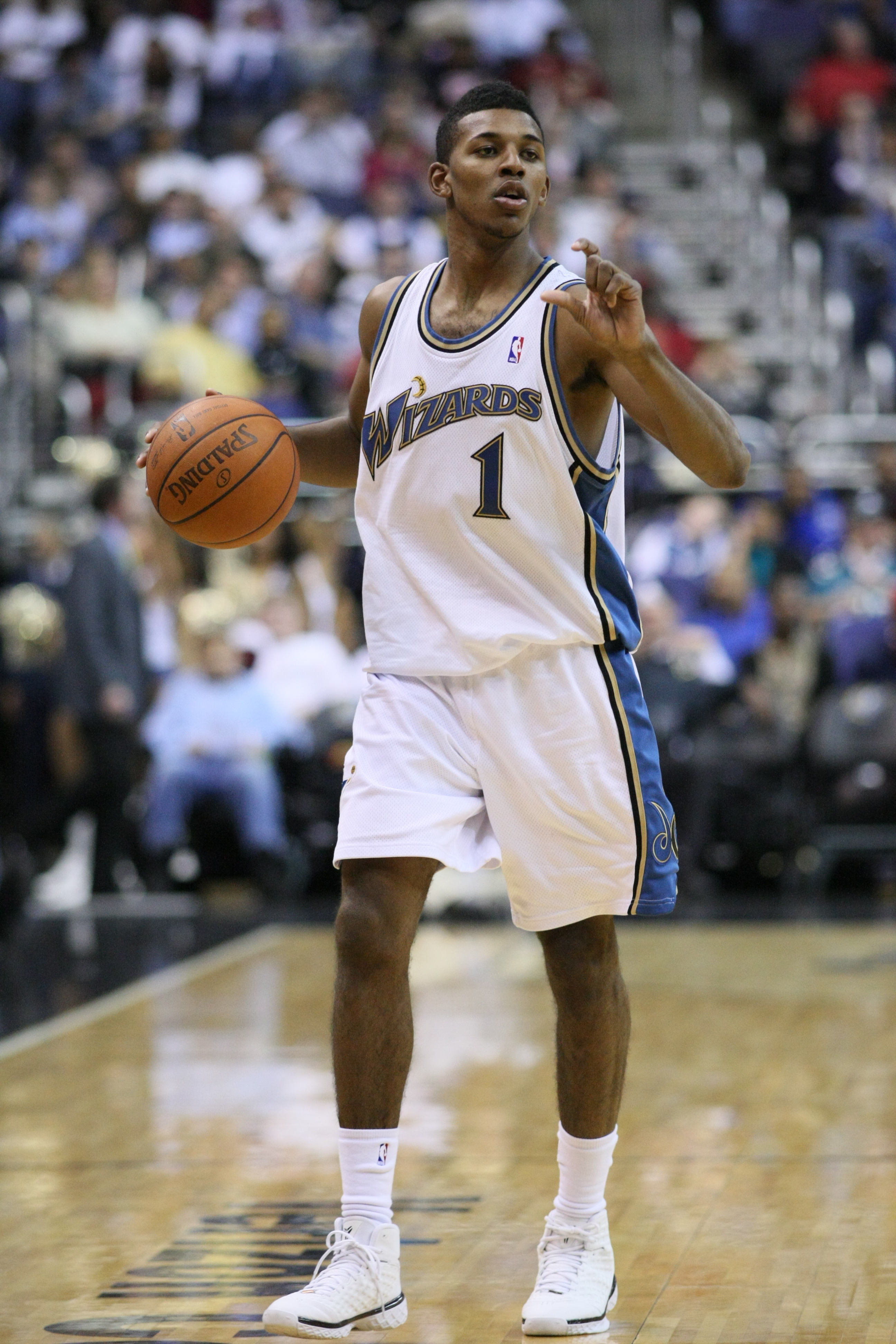
Nick Young en novembre 2008.

- Double-double : aucun (au 16 avril 2014).
- Triple-double : aucun.

## Salaires
| Année       | Équipe                   | Salaire ($) |
| ----------- | ------------------------ | ----------- |
| 2007-2008   | Wizards de Washington    | 1 491 240   |
| 2008-2009   | Wizards de Washington    | 1 602 960   |
| 2009-2010   | Wizards de Washington    | 1 714 800   |
| 2010-2011   | Wizards de Washington    | 2 630 503   |
| 2011-2012*  | Wizards de Washington    | 3 695 857   |
| 2012-2013   | Sixers de Philadelphie   | 5 600 000   |
| 2013-2014   | Lakers de Los Angeles    | 1 106 942   |
| 2014-2015   | Lakers de Los Angeles    | 4 994 420   |
| 2015-2016   | Lakers de Los Angeles    | 5 219 169   |
| 2016-2017   | Lakers de Los Angeles    | 5 443 918   |
| 2017-2018   | Warriors de Golden State | 5 192 000   |
| Total Gains |                          | 38 691 809  |

En 2011, le salaire moyen d'un joueur évoluant en NBA est de 5 150 000 $.